# Traumatina
A traumatina ou hormona do ferimento é uma hormona vegetal que é produzida em resposta a traumatismos.
A traumatina é um percursor da hormona relacionada, ácido traumático, sendo um composto que também pode estar envolvido na sinalização celular e divisão celular. A traumatina e o ácido traumático são produzidos pela via das lipo-oxigenases.